# 中川吉晴
中川 吉晴（なかがわ よしはる、1959年2月1日 - ）は、日本の教育学者、同志社大学教授。専門はホリスティック教育、臨床教育学、スピリチュアリティ研究。

## 略歴
岡山県倉敷市生まれ。1981年同志社大学文学部卒、1986年同大学院博士課程満期退学。2000年トロント大学大学院オンタリオ教育研究所博士課程修了、Ph.D.。2001年立命館大学文学部・応用人間科学研究科助教授、2005年教授を経て、2012年同志社大学社会学部教育文化学科教授。

## 著書
- 『ホリスティック臨床教育学 教育・心理療法・スピリチュアリティ』せせらぎ出版 2005
- 『気づきのホリスティック・アプローチ』駿河台出版社 21世紀カウンセリング叢書 2007

### 共編
- 『ホリスティック教育ガイドブック』金田卓也共編 せせらぎ出版 ホリスティック教育ライブラリー 2003
- 『講座スピリチュアル学』 第5巻 ホリスティック教育とスピリチュアリティ 地球人選書 鎌田東二／企画・編 -- ビイング・ネット・プレス 2015.12

### 翻訳
- フレデリック・ルボワイエ『暴力なき出産 子どもは誕生をおぼえている バースサイコロジー』アニマ2001 1991
- アリス・ミラー『「子ども」の絵 成人女性の絵画が語るある子ども時代』現代企画室 1992
- ミシェル・オダン『水とセクシュアリティ』佐藤由美子共訳 青土社 1995
- ローラ・ハクスレー,ピエロ・フェルッチ『未来のママとパパへ。  意識的な出産「コンシャス・バース」の勧め』ヴォイス 1995
- ジッドゥ・クリシュナムルティ『瞑想』UNIO 1995
- アレクサンダー・ローエン『甦る生命エネルギー 抑うつとからだ』国永史子共訳 春秋社 1995
- トーマス・アームストロング『光を放つ子どもたち トランスパーソナル発達心理学入門』日本教文社 1996
- ジョン・P.ミラー『ホリスティックな教師たち いかにして真の人間を育てるか?』吉田敦彦,桜井みどり共訳 学習研究社 1997
- ヒュー・プレイサー『わたしの知らないわたしへ 自分を生きるためのノート』日本教文社 2001
- ヒュー・プレイサー『いまここにいるわたしへ 新しい自分に気づく心のノート』五味幸子共訳 日本教文社 2006
- デイヴィッド・ブース『ストーリードラマ 教室で使えるドラマ教育実践ガイド』浅野恵美子,橋本由佳, 五味幸子, 松田佳子共訳 新評論 2006
- アレクサンダー・ローエン『うつと身体 〈からだ〉の声を聴け』国永史子共訳 春秋社 2009
- ジョン P.ミラー『魂にみちた教育 子どもと教師のスピリチュアリティを育む』監訳 吉田敦彦,金田卓也,今井重孝他訳 晃洋書房 2010
- J・クリシュナムルティ『スタンフォードの人生観が変わる特別講義 あなたのなかに、全世界がある』PHPエディターズ・グループ 2013
- エドワード・R・カンダ,レオラ・ディラッド・ファーマン『ソーシャルワークにおけるスピリチュアリティとは何か 人間の根源性にもとづく援助の核心』木原活信,藤井美和共監訳 ミネルヴァ書房 2014
- ジョアン・ハリファックス『死にゆく人と共にあること マインドフルネスによる終末期ケア』井上ウィマラ監訳 浦崎雅代,白居弘佳,小木曽由佳共訳 春秋社 2015

## 論文
- Cinii
- 「スピリチュアリティと今日のヒューマンサービス」(「宗教と人間」の統一的把握の地平を目指して-宗教と霊性の間-,パネル,<特集>第六十七回学術大会紀要) （2009）
- CROSS TALK 「マインドフルネスとは何か?」 (特集 ZEN : 更新を続ける21世紀の禅) （2016）
- 書評 村上祐介著『スピリチュアリティ教育への科学的アプローチ : 大きな問い・コンパッション・超越性』 （2017）
- 「完全に身体化された霊的生を生きるとは、どのようなことなのか」 （2012）同志社大学 （2012年 CiNii収録論文より）